# Joel Potrykus
Joel Potrykus (Ossineke (Michigan), 10 de julio de 1977) es un director de cine, guionista y montador estadounidense de cine independiente considerado por la crítica como un "provocador perpetuo". Su primer largometraje, Ape, ganó el premio al Mejor Director Revelación en el Festival de Cine de Locarno de 2012, mientras que su siguiente largometraje, Buzzard, ganó el Premio FIPRESCI en el Festival Internacional de Cine de Liubliana de 2014.

## Biografía
Potrykus nació y creció en Ossineke, Michigan. Estudió cine en la Grand Valley State University de Grand Rapids, Michigan y posteriormente obtuvo su maestría en escritura de guiones en el Emerson College.

### Trayectoria en el cine
Una temporada como comediante stand-up en la ciudad de Nueva York fue lo que le sirvió de inspiración para su primer largometraje, Ape . Mientras pasaba un año como trabajador temporal en una compañía hipotecaria de Michigan, surgió la inspiración para su segundo largometraje, Buzzard . El libro Walden de Henry David Thoreau fue la influencia para el libro de Potrykus de 2016, The Alchemist Cookbook, que se basa en sus temas de holgazanes y soledad. Su cuarto largometraje, Relaxer, es una interpretación moderna de El ángel exterminador de Luis Buñuel. Ha sido objeto de retrospectivas en la Academia de Música de Brooklyn en 2015 y en el Festival de Cine de Valdivia en 2016.
En 2024, su quinto largometraje, Vulcanizadora, se estrenó en el Festival de Cine de Tribeca, llevándose un Premio Especial del Jurado para el actor Joshua Burge. Chase Hutchinson of Collider dijo sobre la película: "No hay ninguna película que jamás verás como esta, ya que se construye pacientemente hasta una explosión aterradora y luego continúa desde donde la mayoría se detendría, dejándonos recoger los pedazos que están destrozados para siempre". La película tuvo su estreno internacional en el 28º Festival Internacional de Cine Fantasia el 19 de julio de 2024.
Actualmente, es profesor de realización cinematográfica en la Grand Valley State University .

## Estilo e influencias
En 2016, Vimooz llamó a Potrykus "el nuevo rey del cine underground". Vague Visages lo reconoce como el creador del nuevo género "metal slackerism".
“Nunca he tenido el deseo de escribir un personaje que tuviera éxito y que hiciera cosas buenas para el mundo y fuera positivo; eso simplemente no me interesa en absoluto. Quiero ver a las personas que están frustradas y excluidas. ¿Qué están haciendo? ¿Qué piensan? ¿Qué comen esas personas para desayunar y cenar? ¿Y cómo duermen? ¿Y cómo se las arreglan?” explica sobre su trabajo.
"Su cine se distingue por ser una embestida punk contra el control alienante de la sociedad de consumo" señala la crítica.
En la película Vulcanizadora (2024) Potrykus explora el enfrentamiento con la negligencia adulta, y muestra síntomas de una búsqueda psicótica más amplia para evitar cualquier tipo de responsabilidad en relación con sus acciones.Potrykus es guionista, director de la película además de ser uno de los protagonistas como actor junto a Joshua Burge que también protagonizó Ape (2012).
Potrykus ha citado a los siguientes directores y películas como referentes que han influenciado su obra: Made in Britain de Alan Clarke y O Lucky Man ! de Lindsay Anderson. , Taxi Driver de Martin Scorsese, Buffalo '66 de Vincent Gallo, La comedia de Rick Alverson, El discreto encanto de la burguesía de Luis Buñuel, Down by Law de Jim Jarmusch, Evil Dead de Sam Raimi, Fausto de FW Murnau y Birdemic de James Nguyen; así como las películas de Michael Haneke, Kelly Reichardt, Jean-Luc Godard y Quentin Tarantino .

## Filmografía

### Largometrajes
- Ape (2012)
- Buzzard (2014)
- The Alchemist Cookbook (2016)
- Relaxer (2018)
- Vulcanizadora (2024)

### Cortos
- Birthday Boy (1999)
- Peter Knows Kelly's the Cool One (1999)
- The Ludovico Treatment (1999)
- Mice & Milk (2001)
- Gordon (2007)
- Coyote (2010)
- Thing from the Factory by the Field (2022)
- Unemployees (2023)

## Premios y reconocimientos
Por Ape
- Festival de Locarno (2012)[2]
  - Mejor Dirección Novel
  - Cineastas del Presente
  - Mejor Ópera Prima

Por Buzzard
- Premio FIPRESCI en el Festival Internacional de Cine de Ljubljana de 2014.